# Власенко Лариса Кирилівна
Лариса Кирилівна Власенко (11 квітня 1948, смт. Олесько, Буський район, Львівська область — 11 грудня 2022) — артистка драми, провідний майстер сцени Хмельницького обласного академічного музично-драматичного театру ім. М. Старицького. Народна артистка України (2019).

## Біографія
Власенко Лариса Кирилівна народилася 11 квітня 1948 року в смт. Олесько Буського району Львівської області.
Навчалася в студії ім. І. Франка. Два роки працювала в Київському академічному національному театрі ім. І. Франка.
1990 р. — закінчила навчання в Київському університеті ім. І. Карпенка-Карого.
З 1969 року Власенко Лариса Кирилівна працювала в Хмельницькому обласному музично-драматичному театрі імені Старицького.

## Творчість
Творча ініціатива, глибоке проникнення в суть ролі дозволили їй створити на сцені театру низку різнопланових образів:
- Наталка — «Горлиця» О. Коломійця,
- Луїза — «Підступність і кохання» Ф. Шиллера,
- Яринка — «Весілля в Малинівці» Л. Юхвіда,
- Софія — «Хто винен» І. Карпенка-Карого,
- Люаза — «Як викрадають красунь» Б. Аппаєва,
- Нінка-кицюня — «Інтердівчинка» В. Куніна,
- Голда — «Поминальна молитва» Г. Горіна,
- Чана — «Поцілунок Чаніти» Ю. Мілютіна,
- Химка — «За двома зайцями» М. Старицького,
- Мадам Сівель — «Моя парижанка» Робера Ламурьо[fr],
- Мерчуткіна — комедійний триптих «Антон Павлович сміється…» за творами А. Чехова,
- Баронова-Казино — «Мина Мазайло» М. Куліша,
- Софія — «Весільний марш» В. Азернікова[ru],
- Баба — «Сорочинський ярмарок» М. Старицького за М. Гоголем,
- Аріана — «Блез» К. Маньє[ru],
- Гарбузиха — «AZA 2011» за М. Старицького,
- Марі — «Готель двох світів» Е.-Е. Шмітт (Сценічна версія ЗАУ Лариси Курманової),
- Переперчиха — «Ніч перед Різдвом» М. Гоголь (Сценічна версія НАУ Олега Мосійчука),
- Дама — «Житейське море» І. Карпенко-Карий,
- Параска — «Сто тисяч» І. Карпенко-Карий,
- Кужелиха — «Республіка на колесах» Я. Мамонтов,
- Ганна — «Готель двох світів» О. Коломієць,
- Мати — «По щучому велінню» М. Кропивницький,
- Хазяйка на вечорницях — «Назар Стодоля» Т. Г. Шевченко,
- Євдокія Пилипівна — «За двома зайцями» М. Старицький.

## Нагороди
1976 - нагороджена Дипломом третього ступеня за виконання ролі Світлани у виставі «Рідний дім» І. Шаляпіна на республіканському огляді робіт театрів з творчою молоддю 1974—1976 рр.
1999 - нагороджена Почесною грамотою Міністерства культури і мистецтв України.
1999 - нагороджена Почесною грамотою Хмельницької обласної державної адміністрації.
2001 - нагороджена Грамотою Хмельницької обласної ради.
2002 - нагороджена Почесною відзнакою від Міністерства культури і мистецтв України.
2006 - нагороджена Почесною грамотою Міністерства культури і мистецтв України.
2007 - нагороджена Грамотою Хмельницької обласної ради.
2008 - нагороджена Дипломом VI регіонального фестивалю театрів України «Прем'єри сезону 2008» у номінації «Краща жіноча роль другого плану» за роль Баранової Козино у виставі «Мина Мазайло».
2018 - нагороджена Почесною грамотою Управління культури, національностей, релігій та туризму Хмельницької обласної державної адміністрації.
2019 - присвоєно почесне звання «Народний артист України» згідно з Указом Президента України № 868/2019 від 28 листопада 2019 року.